# Cerrione
Cerrione là một đô thị ở tỉnh Biella vùng Piedmont của nước Ý, có vị trí cách khoảng 50 km về phía đông bắc của of Torino và khoảng 11 km về phía nam của of Biella. Tại thời điểm ngày 31 tháng 12 năm 2004, đô thị này có dân số 2.818 người và diện tích là 27,9 km².
Đô thị Cerrione có các frazioni (đơn vị cấp dưới, chủ yếu là làng) Magnonevolo and Vergnasco.
Cerrione giáp các đô thị: Borriana, Magnano, Roppolo, Salussola, Sandigliano, Verrone, Zimone, Zubiena.